# Luke Steele (musicien)
Luke Steele, né le 13 décembre 1979 à Perth est un musicien australien, membre fondateur du groupe d'électropop Empire of the Sun avec Nick Littlemore (en). Il est également chanteur de The Sleepy Jackson, en parallèle.

## Empire of the Sun
Luke Steele rencontre Nick Littlemore, également membre du groupe Pnau, à Sydney en 2000. Leur collaboration aboutit à la parution de l'album Walking on a Dream en 2008, suivi de deux autres opus en 2013 et 2016.

## Discographie
Avec The Sleepy Jackson :
- Lovers (2003)
- Personality – One Was a Spider, One Was a Bird (2006)

Avec Empire of the Sun :
- Walking on a Dream (2008)
- Ice on the Dune (2013)
- Two Vines (2016)
- Ask That God (2024)